# Wege des Schreckens
Wege des Schreckens ist ein österreichisches Stummfilmmelodram aus dem Jahre 1921 von Michael Kertesz mit Lucy Doraine und Alphons Fryland in den Hauptrollen.

## Handlung
Zwei große Fabriken, die Greenwich-Werke von James Stephenson und die Southampton-Werke, über die Thomas Racton gebietet, sollen nach dem Willen Ractons miteinander fusionieren, um nicht weiter in Konkurrenz miteinander zu stehen und eventuelle Synergieeffekte zu nutzen. Dies, so glaubt der den Zusammenschluss nachhaltig befeuernde Racton, könne am besten erreicht werden, wenn Gabriele Racton den jungen Greenwich-Erben Edmond Stephenson heiraten würde. Nun ist die brilletragende Racton-Tochter so gar nicht Edmonds Fall; vielmehr hat er ein Auge auf die hübsche aber bettelarme Mary Darnley geworfen, die entfernt mit den Ractons verwandt ist und bei der reichen Verwandtschaft ein Aschenputtel-Dasein führt. Edmond teilt daher Racton schriftlich seinen Entschluss mit, Gabriele nicht heiraten zu wollen. Da die heimliche Liebelei zwischen Edmond und Mary bald auffliegt, wirft der alte Racton Mary kurzerhand aus seinem Haus. Mary ahnt bis dahin nicht, dass ihr Edmond ein reiches Mitglied der Greenwich Company ist.
Mary kehrt daraufhin in das bescheidene Heim ihrer alten, kranken Mutter zurück. Hier ist das Elend zuhause, zumal Mrs. Darnley auch noch einen nichtsnutzigen Sohn, Marys Bruder Harry, hat, der nichts als Ärger bereitet. Faul und skrupellos, versucht er statt dank vernünftiger Arbeit via Glücksspiel zu Geld zu kommen. Mary ist darüber entsetzt und beschließt, sich eine Arbeit zu suchen, mit der sie die darbende Mutter finanziell unterstützen kann. Bald erhält sie eine Stelle im Kontor der Greenwich Company und trifft hier auch ihre heimliche Liebe Edmond wieder. Derweil hat sich Harry mal wieder in eine üble Problemsituation manövriert: Er wurde in einer Spelunke beim Falschspielen erwischt. Kaum ist die Polizei eingetroffen, kommt es zu einer wüsten Rauferei. Die Einrichtung wird zerdeppert und Schüsse fallen. Dabei wird ein Polizist getötet. Harry gelingt es, mit einem Satz aus dem Fenster zu türmen. Er schlägt einen vorbeifahrenden Motorradfahrer nieder, klaut das Gefährt und braust davon. Sofort eilt er zu Mary, um sie mal wieder um Hilfe zu bitten.
Edmond, der die Silhouetten der beiden Geschwister durch die Fenstervorhänge sieht, glaubt irrigerweise, dass sich Mary mit einem anderen Mann, mit dem sie ihn betrügen würde, trifft. Um ihren Bruder nicht in noch größere Gefahr zu bringen, klärt Mary gegenüber Edmond diesen Irrtum nicht auf. Als zu allem Überfluss Harry auch noch lange Finger bei der Betriebskasse Stephensons macht und mit Marys entwendeten Zweitschlüssel den Safe leer räumt, gerät augenblicklich Mary in Verdacht, und der alte Mr. Stephenson feuert sie mit den Worten, sich hier nie mehr wieder blicken zu lassen. Mit hängendem Kopf und ziemlich ratlos verlässt Mary den Ort des Geschehens und fährt mit dem Zug davon. Sie ahnt nicht, dass sich auch der flüchtige Harry klammheimlich auf die Eisenbahn geschwungen hat, um so seinen Häschern zu entkommen. Er kriecht während der Fahrt über die Waggondächer, um den Gepäckwagen zu erreichen: Hier will er Marys Koffer ausfindig machen und das entwendete Geld zurückstecken, denn mit einem Mal hat sich bei ihm so etwas wie ein schlechtes Gewissen gemeldet.
Plötzlich fängt aufgrund Harrys Unachtsamkeit der ganze Waggon Feuer, und Harry ist nicht mehr imstande, seine gute Tat der Reue durchzuführen. Durch den starken Fahrtwind wird alsbald der gesamte Zug in ein Meer aus Flammen und Rauch gehüllt. Schließlich bleibt trotz eintreffender Feuerwehren vom Zug nur noch das nackte Eisengestell übrig. Mary und die anderen Fahrtgäste können, zum Teil schwer verletzt, gerettet und in das nächstliegende Krankenhaus eingeliefert werden. Hier fällt Mary in ein Fieberdelirium. Derweil ist der ahnungslose Edmond zutiefst erschüttert über die letzten Ereignisse rund um Marys Rauswurf aus der Firma. Da bekommt er Besuch von Harry, der ihm reuevoll das gestohlene Geld zurückgibt und die Tat eingesteht. Edmond begreift, dass man Mary gleich doppelt unrecht getan hat: Weder hat sie lange Finger gemacht, noch war Harry, ihr Bruder, den er durch den Fenstervorhang gesehen hatte, Marys Liebhaber. Edmond will unbedingt gegenüber Mary Abbitte leisten und sucht nach ihr, findet sie aber nicht. Erst nach einem Jahr kann er seine einstige große Liebe aufspüren: Sie ist zu einer Kokotte in gehobener Männergesellschaft „abgestiegen“.
Innerlich wie äußerlich stark gewandelt, erzählt Mary Harry, wie sich ihre traumatischen Erlebnisse – zwischendurch ist auch noch beider Mutter gestorben – auf ihr neues Leben ausgewirkt haben. Sie ist nun weit weniger moralisch und skrupelbehaftet und lässt sich von fremden Männern aushalten. Somit hat, nach Harry, auch Mary scheinbar einen der titelgebenden Wege des Schreckens gewählt. Edmond fällt in ein tiefes Loch, als er Marys Worte hört, glaubt aber dennoch, dass seine einstige große Liebe für ihn noch nicht verloren sein müsse. Harry ist derweil in sein altes Verhaltensmuster zurückgefallen. Als er eines Tages von der Polizei gestellt wird, türmt er abermals über Stock und Stein, klettert am Gestänge eines Eisengerüstes empor, schwingt sich von dort über einen Lastenkorb einer Drahtseilbahn, die ihn auf die andere Seite eines Flusses bringen soll. Über der Mitte des Stromes springt er ins kalte Nass, krabbelt ans Ufer und gerät auf eine Landstraße. Da schnellt ein Auto heran – ausgerechnet mit Mary am Steuer – und erfasst den Tunichtgut, der über die Straße geschleudert wird.
Harry kann sich dennoch wieder aufrappeln und setzt seine Flucht fort. An dem Blitzableiter eines Schornsteins klettert er bis nach oben und feuert mit einem Revolver auf die ihn verfolgenden Polizeibeamten. Dabei wird auch Harry getroffen und hängt am Schornstein. Mit einer drastischen Maßnahme will man Harry herunterholen: Man sprengt kurzerhand den ganzen Schornstein in die Luft. In einer Wolke auf Staub und Schutt stirbt Harry unter den ihn begrabenden Trümmern. Edmond und Mary sind inzwischen am Fabrikgelände angelangt und haben sich wiedergefunden. Sie müssen das schmähliche Ende des Ganoven miterleben, ahnen aber auch, dass dies endlich der Anfang ihrer Liebe und eines gemeinsamen Lebens sein könnte.

## Produktionsnotizen
Wege des Schreckens entstand wohl im Sommer/Frühherbst 1921 in Wien und wurde auch dort am 11. November 1921 uraufgeführt. Der Film besaß eine Länge von 1726 Metern. In Deutschland wurde der Film unter dem Titel Labyrinth des Grauens verliehen.
Julius von Borsody und Artur Berger schufen die Filmbauten. Mathilde Danegger gab hier ihr Filmdebüt.

## Kritiken
Der Film fand bei der zeitgenössischen Kritik große Beachtung und ebensolches Lob:
Die Filmwelt lobte: „… in diesem Filmwerk ist eine Fülle sensationellster kinotechnischer Errungenschaften vereinigt, die den gewaltigen Rahmen für eine hervorragende künstlerische Darstellung bilden, in die sich Lucy Doraine, Paul Askonas, Max Devrient, Jean Ducret und Alphons Fryland gleich verdienstvoll teilen.“
Die Villacher Zeitung meinte: „Der Film arbeitet mit den verblüffendsten technischen Hilfsmittel eines modernen Kinostückes und läßt die gewagtesten Leistungen auf der Bildfläche erscheinen. Doraine selbst kann als Mary kaum übertroffen werden und bietet nebst ihrem entzückenden Liebreiz ein staunenswertes Talent für ihre Glanzrolle auf.“
Das Prager Tagblatt war derart beeindruckt von den Actionsequenzen, dass man dort irrtümlich glaubte, selbstverständlich einen Film US-amerikanischer Produktion zu vor sich zu haben: „Ein amerikanischer Film – natürlich ein Sensationsfilm. Handlung Nebensache, alles zugespitzt auf nervenzerrende Aufregung. (…) Eine Bombe legt den Schlot glatt um und begräbt den Verbrecher unter seinen Trümmern. Und ähnliches mehr. Aber nicht nur in diesen Sensationen, auch in ihrer Mache sind die Amerikaner in der Tat einzig.“
Eine neuere Betrachtung komm zu folgendem Schluss: “Die zeitgenössische Filmkritik sah in WEGE DES SCHRECKENS »eine sentimentale Geschichte mit stark romantischem Einschlag«. Heute wirkt der Film wie ein Vorbote des Actionkinos. Die Geschichte zählt weniger als die Lust am Spektakulären. Kertész, der 1921 als einer der modernsten Regisseure galt, nutzt die Angebote der Filmtechnik und lotet Spannungsbögen aus.”